# الاتحاد الأنجليكي
يُعد الاتحاد الأنجليكي أو الجماعة الأنجليكية رابع أكبر الطوائف المسيحية. تأسس هذا الاتحاد في عام 1867 في لندن، إنجلترا، ويضم حاليًا 85 مليون عضو داخل كنيسة إنجلترا وغيرها من الكنائس الوطنية والإقليمية في اتحاد كامل. لُخصت الأصول التقليدية للمبادئ الأنجليكية في البنود التسعة والثلاثين (1571). يعمل رئيس أساقفة كانتربيري (حاليًا جاستن ويلبي) في إنجلترا بصفته وحدة التركيز، وهو مُعترف به بكونه أول النظراء، لكنه لا يمارس سلطته في المناطق الأنجليكية خارج الكنيسة الإنجليزية.
تأسس الاتحاد الأنجليكي في مؤتمر لامبث عام 1867 في لندن، إنجلترا، بقيادة تشارلز لونغلي، رئيس أساقفة كانتربيري. تعتبر كنائس الاتحاد الأنجليكي نفسها جزءًا من علامات الكنيسة الأربعة (واحدة، ومقدسة، وكاثوليكية، ورسولية) وهي أيضًا كاثوليكية وإصلاحية. على الرغم من توافقها مع كنيسة إنجلترا، يوجد للاتحاد عدد كبير من المعتقدات، والشعائر الدينية، والممارسات، بما في ذلك الإنجيلية، والمسيحية الليبرالية، والكاثوليكية الإنجليزية. تحتفظ كل من هذه الكنائس بإجراءات تشريعية ونظام حكم أسقفي خاص بها تحت سيطرة أساقفة محلية. بالنسبة لبعض الأتباع، لا تمثل الأنجليكية البابوية الكاثوليكية، وبالنسبة للبعض الآخر، فهي تمثل شكلًا من أشكال البروتستانتية رغم عدم وجود شخصيات توجيهية مثل مارتن لوثر، وجون نوكس، وجان كالفين، وهولدريخ زوينكلي أو جون ويزلي، لكن للبعض الآخر مزيج من الاثنين.
يعيش معظم أعضاء الاتحاد البالغ عددهم 85 مليون نسمة في الأنجلوسفير (هو تعبير جديد يشير إلى مجموعة من الدول الناطقة باللغة الإنجليزية) في الأراضي البريطانية السابقة. تُعد المشاركة بشكل كامل في الحياة المقدسة لكل كنيسة متاحة لجميع أعضاء الاتحاد. نظرًا إلى صلتها التاريخية بإنجلترا (تعني كلمة إكليزيا أنجليكان «الكنيسة الإنجليزية»)، تُعرف بعض الكنائس الأعضاء باسم «الأنجليكية»، مثل الكنيسة الأنجليكية في كندا. ويملك بعضها الآخر، مثل كنيسة أيرلندا وكنيسة أسقفية اسكتلندا وأمريكا، أسماء رسمية لا تشمل «الأنجليكية». (بالإضافة إلى ذلك، هناك الآن كنائس منشقة تُسمى «الأنجليكية» ولا تنتمي للاتحاد).

## الدراسات الكنسيّة، والكيان السياسي، والأخلاقيات
ليس للاتحاد الأنجليكي أي وجود قانوني رسمي أو أي هيكل إداري يمكن أن يمارس السلطة على الكنائس الأعضاء. هناك مكتب للاتحاد الأنجليكي في لندن، تحت رعاية رئيس أساقفة كانتربيري، لكنه يقدم دورًا داعمًا وتنظيميًا فقط. يتماسك الاتحاد بفضل تاريخ مشترك، يتمثل بالدراسات الكنسيّة والكيان السياسي والأخلاقيات الخاصة به، وأيضًا بفضل المشاركة في الهيئات الاستشارية الدولية.
كانت هناك ثلاثة عناصر مهمة في توحيد الاتحاد: أولًا، هيكل الدراسات الكنسيّة المشترك للعناصر الكنسية، والذي تجلى في نظام الحكم الأسقفي الذي حُوفظ عليه من خلال الخلافة البابوية للأساقفة والحكومة السينودوسية. ثانيًا، مبدأ المعتقدات المعبّر عنها في الصلاة، وأهمية الاستثمار في كتب الصلاة المعتمدة وعناوينها الرئيسية. ثالثًا، الوثائق التاريخية وكتابات القسسة الأنجليكية المبكرة التي أثرت على أخلاقيات الاتحاد.
في الأصل، كانت كنيسة إنجلترا قائمة بذاتها واعتمدت على وحدتها وهويتها في تاريخها، وهيكلها القانوني والأسقفي التقليدي ومركزها باعتبارها كنيسة رسمية للدولة. على هذا النحو، كانت الأنجليكية، منذ اللحظة الأولى، حركة نظام حكم أسقفي بشكل واضح، وهي خاصية حيوية في الحفاظ على وحدة الاتحاد من خلال نقل دور الأسقفية في إظهار الكاثوليكية المرئية والمسكونية.
في وقتٍ مبكر من تطورها، طورت الأنجليكية كتاب الصلاة العامية، ويُسمى كتاب الصلاة الجماعية. وخلافًا للتقاليد الأخرى، لم تُحكم الأنجليكية من قبل الماجيستيريم، ولا من قبل المناشدة إلى تأسيس إلهيات واحدة، ولا من قبل ملخص عقائدي إضافي (مثل اعترافات ويستمنستر من الكنائس المشيخية). بدلًا من ذلك، دعا الأنجليكيون إلى كتاب الصلاة الجماعية (1662) وفروعه المشتركة باعتبارها دليلًا على اللاهوت والممارسة الأنجليكية. كان لهذا تأثير على غرس مبدأ ليكس أوراندي، ليكس كريدِندي (الترجمة اللاتينية الأقرب لـ«قانون الصلاة هو نفسه قانون الإيمان») أساسًا للهوية والاعتراف الأنجليكي.
أسفر الصراع الطويل الأمد خلال القرن السابع عشر، مع البروتستانتية الراديكالية من جهة والكاثوليك الذين سلموا بأولوية البابا من جهة أخرى، عن جمعية الكنائس التي كانت غامضة بشكل متعمد بشأن المبادئ المذهبية، ولكنها جريئة في تطوير معايير الشذوذ المقبول. وُضحت هذه المعايير المنصوص عليها في مختلف العناوين الرئيسية في كتب الصلاة المتتالية، بالإضافة إلى بنود الدين التسعة والثلاثين (1563). شُكلت هذه البنود تاريخيًا واستمرت بتوجيه أخلاقيات الاتحاد، أخلاقيات تعززت بتفسيرها وتوسعها من قبل لاهوتيين مؤثرين مبكرين مثل ريتشارد هوكر، ولانسلوت أندروز، وجون كوسين.
مع توسع الإمبراطورية البريطانية، وبالتالي نمو الأنجليكية خارج بريطانيا العظمى وأيرلندا، سعى الاتحاد إلى تأسيس وسائل جديدة للوحدة. كان أول تعبير رئيسي عن ذلك هو مؤتمرات لامبث لأساقفة الاتحاد، الذي عقده رئيس أساقفة كانتربيري تشارلز لونغلي لأول مرة في عام 1867. منذ البداية، لم يكن القصد منها أن تحل محل الاستقلال الذاتي للمناطق الناشئة من الاتحاد، بل «مناقشة المسائل ذات الاهتمام العملي، ونطق ما نراه ملائمًا في القرارات التي يمكن أن تكون أدلة آمنة للإجراءات المستقبلية».

## رباعية أطراف شيكاغو لامبث
كان من بين القرارات الشرعية المبكرة ذات التأثير الدائم في المؤتمر ظهورُ ما يسمى رباعية أطراف شيكاغو لامبث في عام 1888. كان الغرض من ذلك توفيرُ الأساس لمناقشات لم الشمل مع الكنائس الكاثوليكية الرومانية والأرثوذكسية، ولكن كان له تأثير إضافي في تحديد معايير الهوية الأنجليكية. حددت المبادئ الأربعة التالية:

حسب رأي هذا المؤتمر، توفر البنود التالية أساسًا لتكون هذه المناهج مقدمة لبركة الله تجاه لم شمل الوطن:
(أ) الكتاب المقدس للوصايا القديمة والحديثة، بوصفه «حاويًا كل الأشياء الضرورية للخلاص»، وبوصفه القاعدة والمعيار النهائي للإيمان.
(ب) عقيدة الرسل، بوصفها رمز المعمودية؛ وقانون الإيمان النيقاوي، بوصفه البيان الكافي للإيمان المسيحي.
(ج) اثنان من الطقوس الدينية رسامة المسيح –التعميد والعشاء من الرب– يُمارسان بتجسيد الاستخدام المطلق لكلمات التقديس التي نطقها المسيح، وخبز القربان الذي كسره بنفس، والخمر الذي شربه مع تلاميذه.

(د) هيئة الأساقفة التاريخية، التي تكيفت مع المتطلبات المحلية المختلفة للأمم والشعوب وعدّلت أسلوب إدارتها، متضرعة إلى الله من أجل وحدة كنيستها.

## الإقاليم
يضم الاتحاد الأنجليكي 41 قطاع اقليمي علي مستوي العالم
- إقليم كنيسة إنجلترا
- إقليم الكنيسة الاسقفية الأمريكية
- إقليم بنجلاديش

يوجد قطاعان اقليميان في البلاد العربية (الإسكندرية والقدس)
- إقليم الاسكندرية
- إقليم القدس